# دریا (فیلم هندی ۲۰۱۳)
دریا (به تامیلی: Kadal) فیلمی محصول سال ۲۰۱۳ و به کارگردانی مانی راتنام است. در این فیلم بازیگرانی همچون آرجون سارجا، گاتام کارتیک، تالاسی نایر، آرویند سوامی، لاکشمی فومانچو ایفای نقش کرده‌اند.